# Херенвен
Херенвен (на нидерландски: Heerenveen) е град и община в Северна Нидерландия, провинция Фризия. Градът е основан през 1551 г. Шосеен транспортен възел. Има жп гара по линията от Мепел до Леуварден. Населението на града е 28 475, а на общината 43 178 жители към 30 юни 2008.

## Спорт
Представителният футболен отбор на града носи името СК Хееренвеен. Той е сред най-популярните холандски футболни тимове.

## Личности
Родени
- Вим Дойсенберг (1935-2005), политик
- Нико-Ян Хоогма (р. 1968), футболист